# Bedenik
Bedenik is een plaats in de gemeente Nova Rača in de Kroatische provincie Bjelovar-Bilogora. De plaats telt 584 inwoners (2001).